# منشأة رضا
قرية منشأة رضا هي إحدى القرى التابعة لمركز السنبلاوين في محافظة الدقهلية في جمهورية مصر العربية. حسب إحصاءات سنة 2006، بلغ إجمالي السكان في منشأة رضا 3174 نسمة، منهم 1667 رجل و1507 امرأة.